# مزار قائد

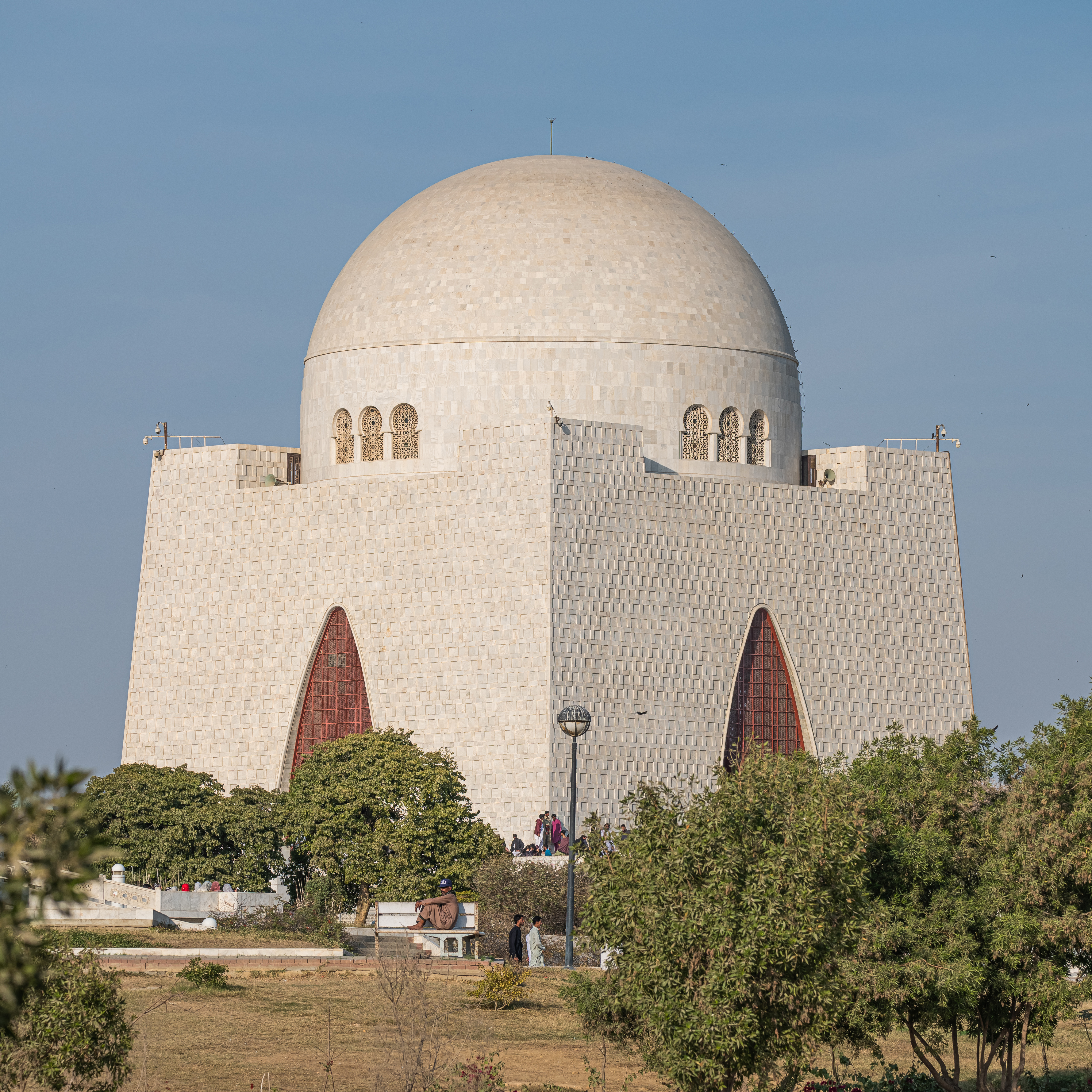

مزار قائد، نام آرامگاه محمد علی جناح، بنیانگذار کشور پاکستان است.
این آرامگاه در شهر کراچی است و ساخت آن در سال ۱۳۴۱ خورشیدی به پایان رسید. این بنا از آرامگاه اسماعیل سامانی الگوبرداری شده‌است.
لوستر بزرگی در درون این آرامگاه هست که هدیه چین به پاکستان است.